# Vaah! Life Ho Toh Aisi!
Vaah! Life Ho Toh Aisi! (übersetzt: Wow! So sollte das Leben sein!) ist eine Filmkomödie aus Bollywood aus dem Jahr 2005.

## Handlung
Aditya lebt mit seiner Großmutter, seinem älteren Bruder Sunil mit seiner Familie und seiner Schwester Anjali unter einem Dach in Lokhandwala, Bombay. Außerdem sind da noch die Kinder seines verstorbenen Bruders, die große Lebensfreude in das große Haus bringen. Unterstützt wird Adi von dem hübschen Kindermädchen Piya, in die er heimlich verliebt ist. Als er ihr seine Liebe gesteht, wird sie von Piya erwidert und sie schmieden bereits Hochzeitspläne.
Doch nach all dem Glück kommt ein großer Schicksalsschlag: Adi wird von einem Lastwagen angefahren und stirbt im Krankenhaus. Yamraj, der Gott des Todes, nimmt Adis Seele in seinem Cabriolet mit in den Himmel. Nachdem Adi zu sich kommt, befinden sie sich gerade auf den Weg ins Paradies. Er kann erst nicht glauben, dass er tot ist. Weinend bettelt Adi Yamraj an, ihn wieder zurück zur Erde zu bringen. Schließlich braucht die Familie Adis Hilfe. Seine Schwester Anjali sollte noch verheiratet werden, aber die Familie des Bräutigams verlangen 500.000 Indische Rupien als Mitgift. Außerdem versucht der böse Onkel das Haus an Harichand verkaufen.
Yamraj ist sehr gerührt und erfüllt ihm den Wunsch, jedoch hat er nur sieben Tage Zeit. Allerdings kann ihn niemand sehen und hören, da er ja ein Geist ist. Als er wieder auf der Erde ist, verleiht ihm Fakira Superkräfte. Zwar kann ihn immer noch keiner sehen und hören, aber er ist nun stark und kann Gegenstände anfassen.
Während der sieben Tage hilft er der Familie aus schwierigen Situationen. Mit ein paar Tricks spielt er Harichand einen Streich, der sich darauf aus dem Staub macht und so ist das Haus wieder im Besitz der Familie. Alle voran Piya spürt, dass Adi unter ihnen ist und sie alle beschützt.
Als die sieben Tage um sind, bittet Adi Yamraj ihn für fünf Minuten sichtbar zu machen, um sich von der Familie zu verabschieden. Dies berührt Yamraj so sehr, dass er Aditya das Leben wieder schenkt.

## Auszeichnungen
- Star Screen Award/Beste visuelle Effekte an Merzin Tavaria (2006)

## Sonstiges
Am Ende des Films tritt Sanjay Dutt als Schauspieler Sanjay Dutt auf.
Ishaan Khattar, der im Film den Neffen von Shahid Kapoor spielt, ist im richtigen Leben Shahid's Stiefbruder.